# Trichilia havanensis
Trichilia havanensis är en tvåhjärtbladig växtart som beskrevs av Nikolaus Joseph von Jacquin. Trichilia havanensis ingår i släktet Trichilia och familjen Meliaceae. Inga underarter finns listade i Catalogue of Life.